# سرخ‌پرک سرسرخ
سرخ‌پرک سرسرخ (نام علمی: Quelea erythrops) نام یک گونه از سرده سرخ‌پرک است.